# Santo André (kommun i Brasilien, Paraíba)
Santo André är en kommun i Brasilien.   Den ligger i delstaten Paraíba, i den östra delen av landet, 1 600 km nordost om huvudstaden Brasília. Antalet invånare är 2 638. Arean är 225 kvadratkilometer.
Terrängen i Santo André är platt.
Omgivningarna runt Santo André är huvudsakligen savann. Runt Santo André är det glesbefolkat, med 9 invånare per kvadratkilometer.